# Изылы
Изылы — река в России, протекает по Новосибирской области. Устье реки находится в 194 км по левому берегу реки Иня. Длина реки составляет 62 км, площадь водосборного бассейна 937 км². Высота устья — 128 м над уровнем моря.
На берегу, недалеко от места впадения реки в Иню, расположена одноименная деревня с населением около 200 чел.

## Притоки
- 11 км: Проскокушка
- 12 км: Нижняя Одинека
- 18 км: Верхняя Одинека
- 28 км: Курундус
- 37 км: Анчеш

## Данные водного реестра
По данным государственного водного реестра России относится к Верхнеобскому бассейновому округу, водохозяйственный участок реки — Иня, речной подбассейн реки — бассейны притоков (Верхней) Оби до впадения Томи. Речной бассейн реки — (Верхняя) Обь до впадения Иртыша.